# Rivian R1S
Rivian R1S — полноразмерный электромобиль-внедорожник производства американской компании Rivian. Был запущен в производство в 2022 году. В зависимости от конфигурации автомобиль оснащается двумя или четырьмя электродвигателями.

## Описание
Rivian R1S разгоняется до 97 км/ч за 3 секунды. Его вместимость составляет 7 пассажиров. 91% компонентов имеют сходство с Rivian R1T.
С учётом плоского шасси с низким центром масс автомобиль в народе называют «скейтбордом». Он оснащён системой полуавтономного вождения 3 уровня и предназначен для движения по асфальту и бездорожью.

## Технические характеристики
Как было анонсировано в 2018 году, Rivian R1S планировалось продавать с тремя тяговыми электродвигателями различных вариантов ёмкости и выходной мощности; тем не менее, все запланированные конфигурации оснащаются четырьмя электродвигателями, в которых каждое колесо приводится в движение независимым тяговым двигателем, обеспечивающим полный привод с изменением вектора крутящего момента. На раму четырёхмоторной конфигурации (QM) устанавливаются тяговые электродвигатели, разработанные компанией Bosch. В мае 2023 года в моторную гамму вошли двухмоторные внедорожники (DM) с большим аккумуляторным блоком.

## В России
Осенью 2022 года автомобиль поступил в продажу в России. Его цены варьируются от 13 до 14,5 млн рублей, что намного дешевле GMC Hummer EV. Продаётся только в «приветственной» комплектации Launch Edition. Заказ возможен на сайте auto.ru и у серых дилеров.

## Галерея

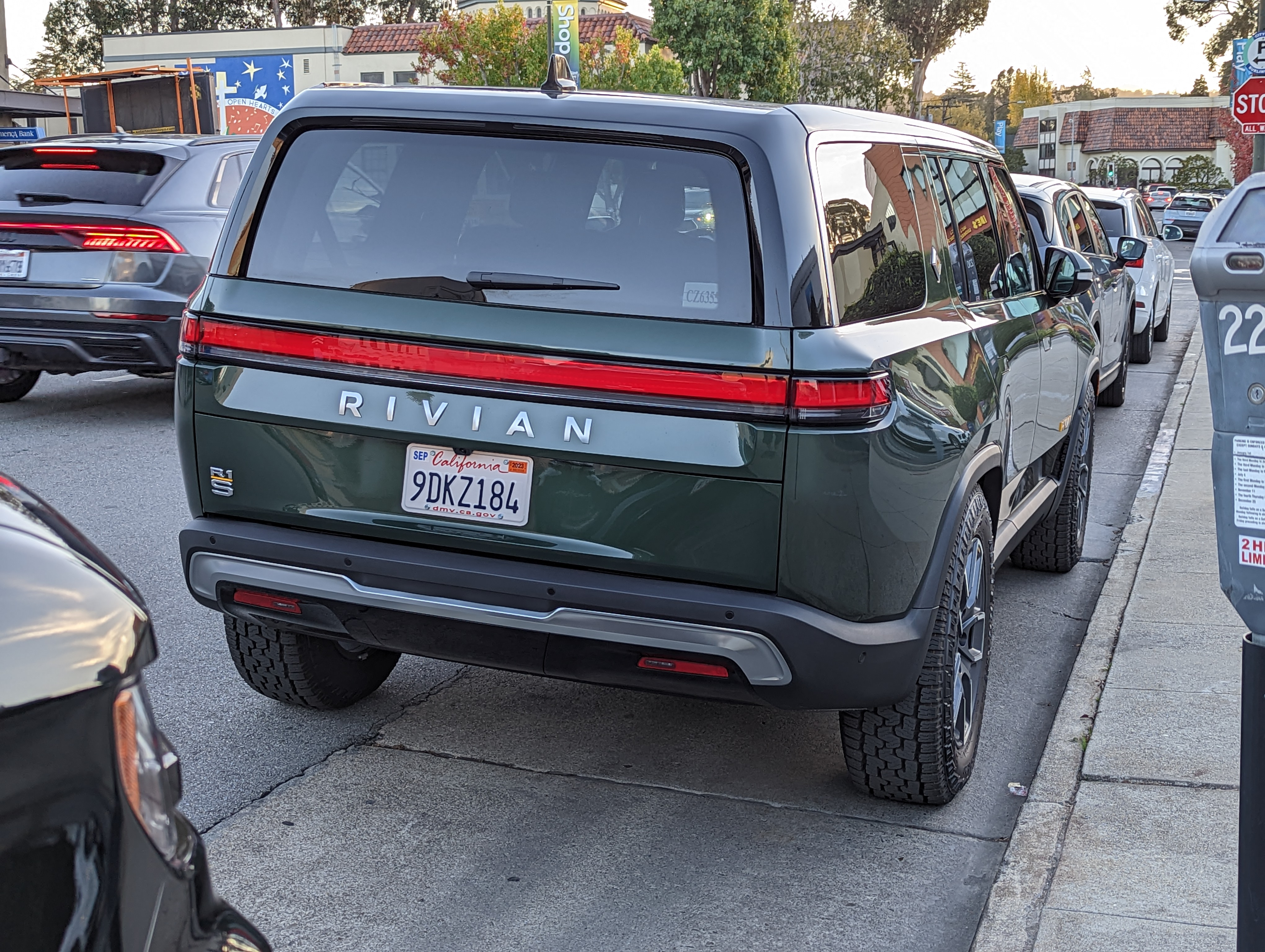
Вид сзади
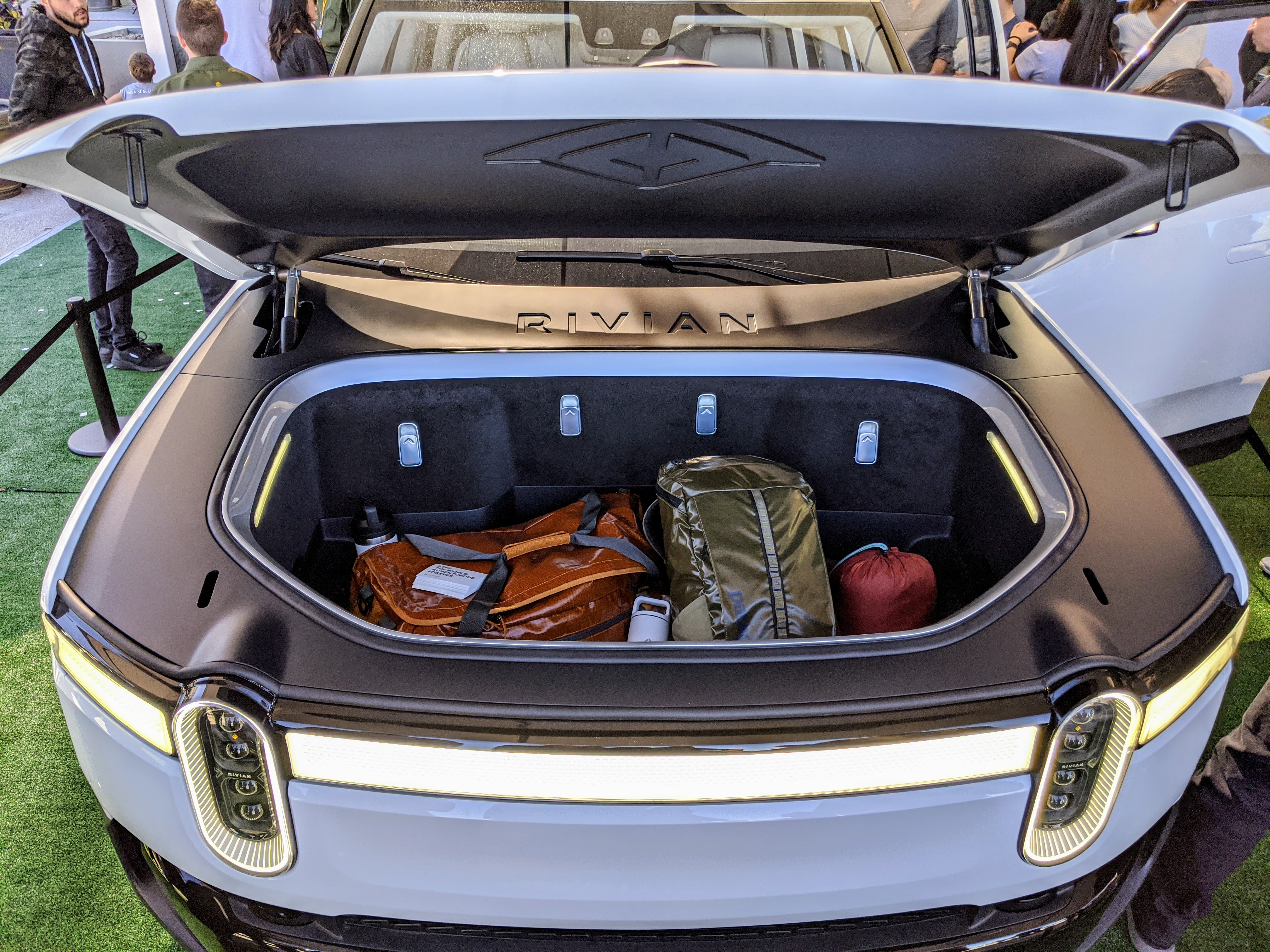
Передний багажник
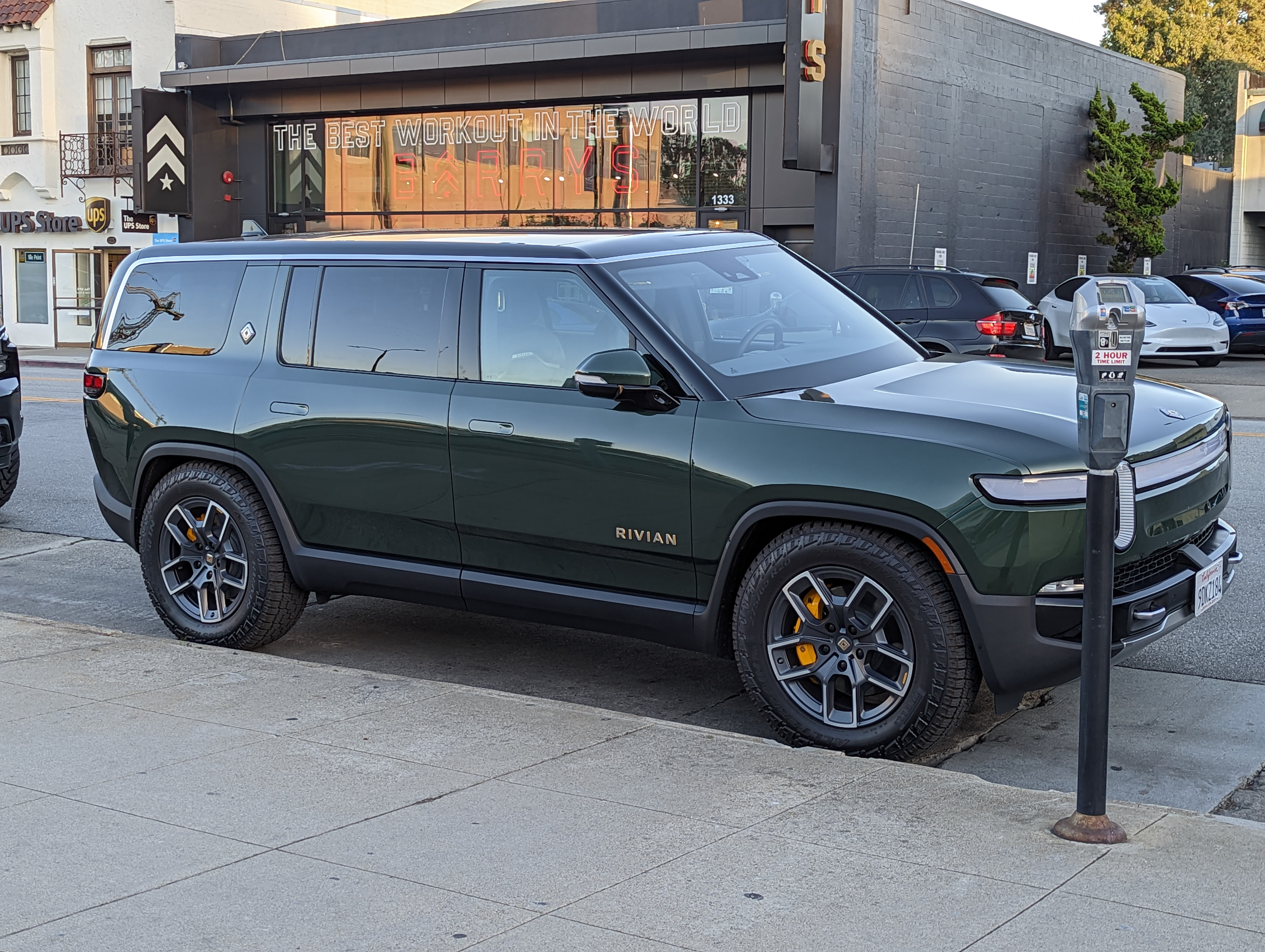
Rivian R1S Launch Edition
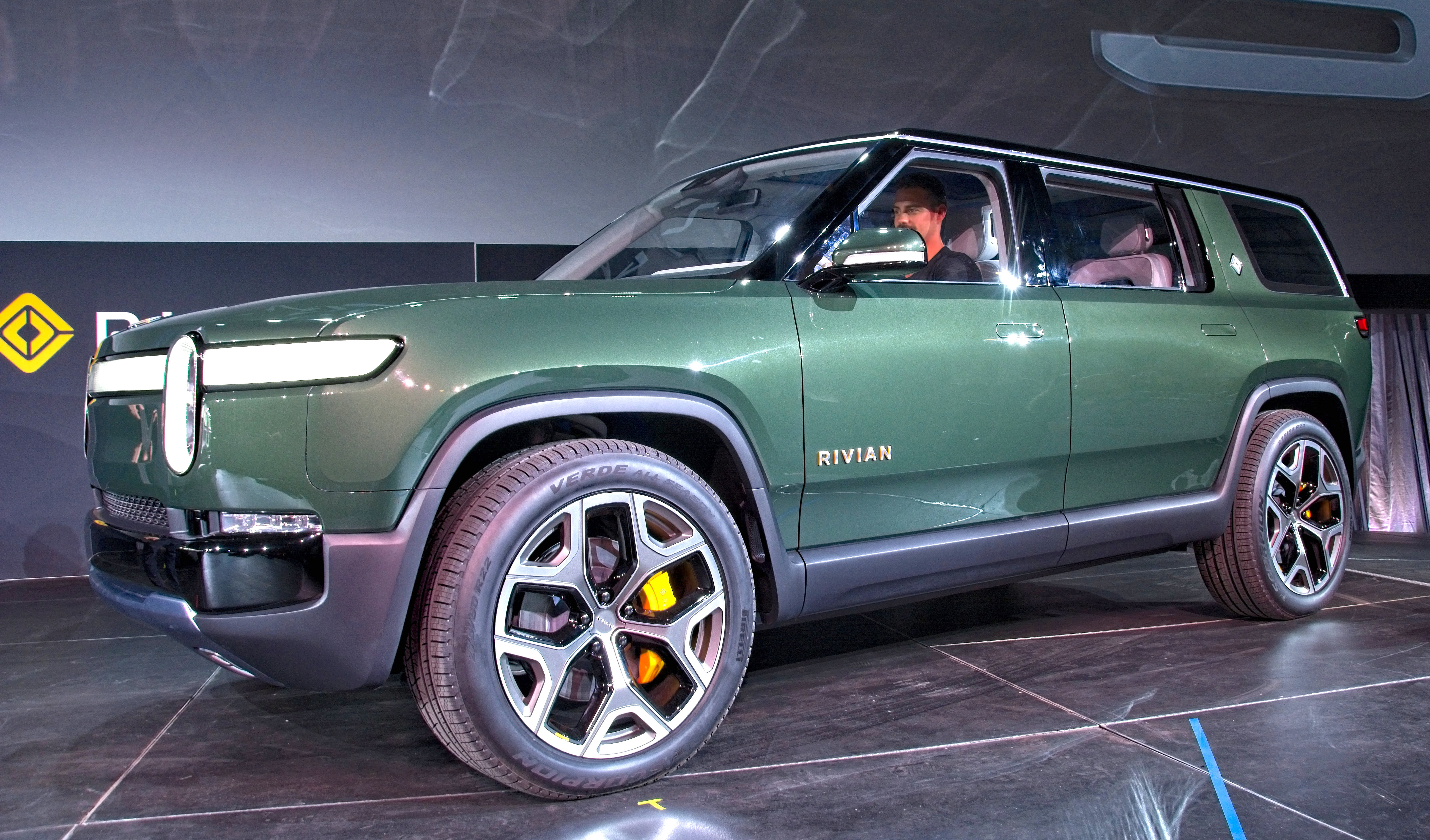
Концепт-кар на автосалоне в Лос-Анджелесе в ноябре 2018 года